# Cúp bóng đá các quốc gia châu Âu 1960
Cúp bóng đá các quốc gia châu Âu 1960 là giải vô địch bóng đá châu Âu đầu tiên được UEFA tổ chức. Vòng chung kết được tổ chức tại Pháp. Đội vô địch là Liên Xô, sau khi đánh bại Nam Tư 2-1 trong trận chung kết tại Paris (trận chung kết phải đấu thêm hai hiệp phụ).
Giải đấu được tổ chức theo hình thức loại trực tiếp với 17 đội tham dự. Có nhiều sự vắng mặt đáng chú ý khi các đội mạnh như Tây Đức, Ý hay Anh từ chối tham dự giải. Các đội đá hai lượt đi và về theo thể thức sân nhà-sân khách cho tới vòng bán kết. Bốn đội mạnh nhất sẽ tham dự vòng chung kết được tổ chức ở một trong bốn nước giành quyền vào bán kết.
Ở tứ kết, Tây Ban Nha từ chối đến Liên Xô và rút khỏi giải đấu, vì vậy lọt vào bán kết có ba đại diện Đông Âu: Liên Xô, Nam Tư và Tiệp Khắc, cùng đội chủ nhà Pháp. Ở bán kết, Liên Xô dễ dàng vượt qua Tiệp Khắc tại Marseille với tỉ số 3-0. Trận bán kết còn lại có tới chín bàn thắng và kết thúc với tỉ số 5-4 nghiêng về Nam Tư. Nam Tư đã hai lần bị đối phương dẫn trước với khoảng cách hai bàn, nhưng đã lật ngược tình thế thành công. Tiệp Khắc đánh bại Pháp 2-0 để giành vị trí thứ ba.
Trong trận chung kết, Nam Tư ghi bàn trước, nhưng với sự xuất sắc và đoàn kết vững vàng của các cầu thủ Liên Xô, tiêu biểu là thủ thành Lev Yashin, họ gỡ hòa ở phút 49. Sau 90 phút, tỷ số là 1-1 và Viktor Ponedelnik ghi bàn khi hiệp phụ thứ hai còn bảy phút nữa là kết thúc, để mang chiếc cúp vô địch châu Âu đầu tiên về cho Liên Xô.

## Vòng loại

### Các đội vượt qua vòng loại
- Pháp (chủ nhà)
- Nam Tư
- Liên Xô
- Tiệp Khắc

## Địa điểm
| ParisMarseille | Paris                               | Marseille              |
| -------------- | ----------------------------------- | ---------------------- |
| ParisMarseille | Sân vận động Công viên các Hoàng tử | Sân vận động Vélodrome |
| ParisMarseille | Sức chứa: 40.000                    | Sức chứa: 40.000       |
| ParisMarseille |                                     |                        |

## Vòng chung kết

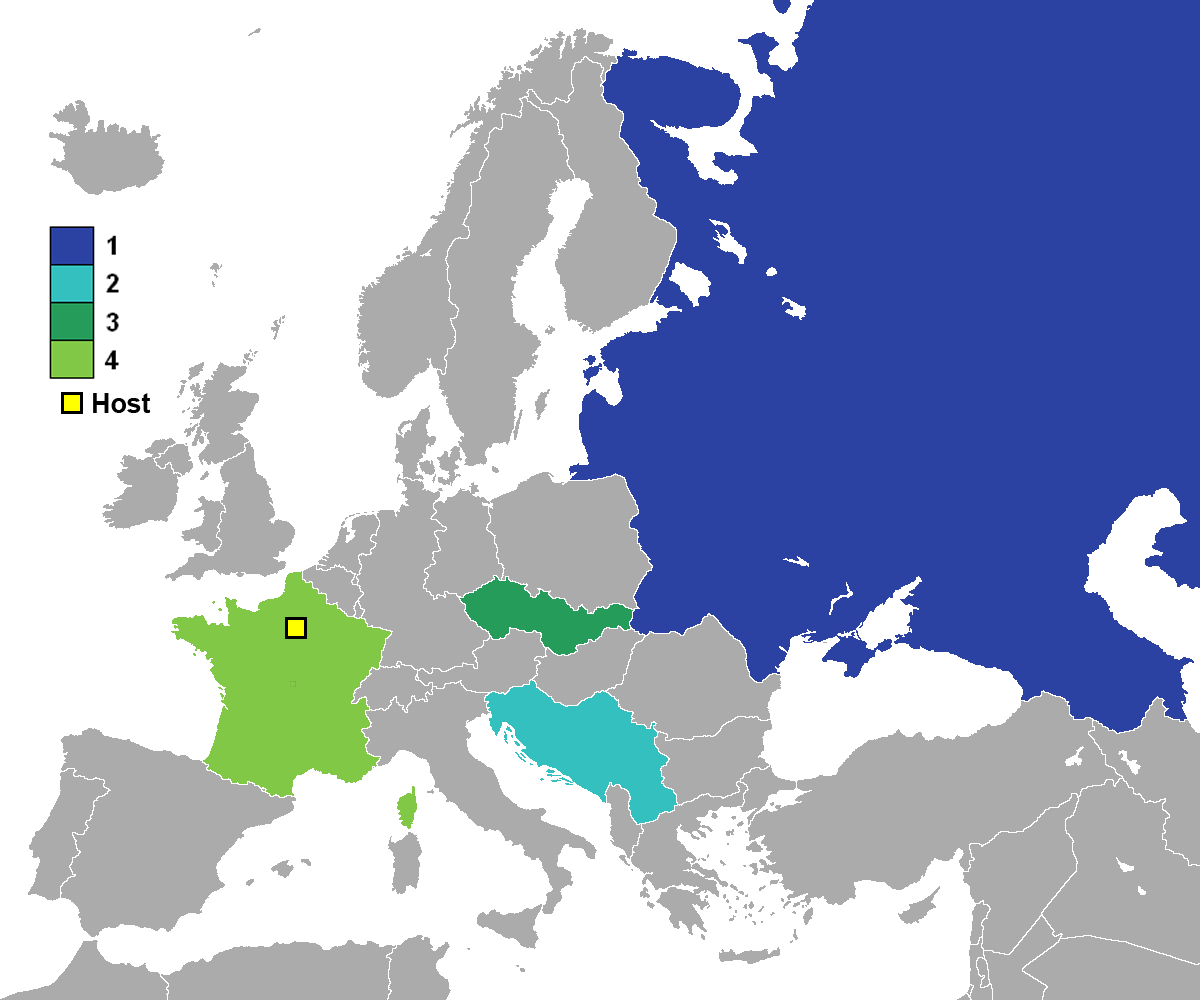
Các đội dự vòng chung kết Euro 1960

|  | Bán kết               | Bán kết |                    |       | Chung kết | Chung kết |
|  |                       |         |                    |       |           |           |
|  | 6 tháng 7 – Marseille |         |                    |       |           |           |
|  |                       |         |                    |       |           |           |
|  | Tiệp Khắc             | 0       |                    |       |           |           |
|  | Tiệp Khắc             | 0       | 10 tháng 7 – Paris |       |           |           |
|  | Liên Xô               | 3       |                    |       |           |           |
|  | Liên Xô               | 3       | Liên Xô (h.p.)     | (1) 2 |           |           |
|  | 6 tháng 7 - Paris     |         | Liên Xô (h.p.)     | (1) 2 |           |           |
|  |                       | Nam Tư  | (1) 1              |       |           |           |
|  | Pháp                  | Nam Tư  | (1) 1              | 4     |           |           |
|  | Pháp                  |         |                    | 4     |           |           |
|  | Nam Tư                | 5       |                    |       |           |           |
|  | Nam Tư                | 5       | Tranh hạng ba      |       |           |           |
|  |                       |         |                    |       |           |           |
|  | 9 tháng 7 - Marseille |         |                    |       |           |           |
|  |                       |         |                    |       |           |           |
|  | Tiệp Khắc             | 2       |                    |       |           |           |
|  | Tiệp Khắc             | 2       |                    |       |           |           |
|  | Pháp                  | 0       |                    |       |           |           |

### Bán kết
| Pháp                                          | 4–5      | Nam Tư                                                 |
| --------------------------------------------- | -------- | ------------------------------------------------------ |
| Vincent 12' · Heutte 43', 62' · Wisnieski 53' | Chi tiết | Galić 11' · Žanetić 55' · Knez 75' · Jerković 78', 79' |

| Tiệp Khắc | 0–3      | Liên Xô                          |
| --------- | -------- | -------------------------------- |
|           | Chi tiết | Ivanov 34', 56' · Ponedelnik 66' |

### Tranh hạng ba
| Tiệp Khắc                 | 2–0      | Pháp |
| ------------------------- | -------- | ---- |
| Bubník 58' · Pavlovič 88' | Chi tiết |      |

### Chung kết
| Liên Xô                         | 2–1 (h.p.) | Nam Tư    |
| ------------------------------- | ---------- | --------- |
| Metreveli 49' · Ponedelnik 113' | Chi tiết   | Galić 43' |

## Thống kê

### Vua phá lưới
2 bàn
- François Heutte
- Valentin Ivanov
- Viktor Ponedelnik
- Milan Galić
- Dražan Jerković

### Đội hình tiêu biểuLưu trữngày 20 tháng 12 năm 2008 tạiWayback Machine
| Thủ môn    | Hậu vệ                           | Tiền vệ                                   | Tiền đạo                                                                          |
| ---------- | -------------------------------- | ----------------------------------------- | --------------------------------------------------------------------------------- |
| Lev Yashin | Vladimir Durkovic Ladislav Novak | Igor Netto Josef Masopust Valentin Ivanov | Slava Metreveli Milan Galić Victor Ponedelnik Dragoslav Sekularac Borivoje Kostić |

## Bảng xếp hạng giải đấu
| R | Đội       | Pld | W | D | L | GF | GA | GD | Pts |
| - | --------- | --- | - | - | - | -- | -- | -- | --- |
| 1 | Liên Xô   | 2   | 2 | 0 | 0 | 5  | 1  | 4  | 4   |
| 2 | Nam Tư    | 2   | 1 | 0 | 1 | 6  | 6  | 0  | 2   |
| 3 | Tiệp Khắc | 2   | 1 | 0 | 1 | 2  | 3  | -1 | 2   |
| 4 | Pháp      | 2   | 0 | 0 | 2 | 4  | 7  | -3 | 0   |